# (39866) 1998 DB24
(39866) 1998 DB24 là một tiểu hành tinh nằm ở rìa trong của vành đai chính. Nó được phát hiện bởi Yoshisada Shimizu và Takeshi Urata ở Đài thiên văn Nachi-Katsuura ở Nachikatsuura, Wakayama, Nhật Bản, ngày 17 tháng 2 năm 1998.